# Hampus Stellan Mörner
Hampus Stellan Mörner (af Morlanda), född i april 1725, död 16 oktober 1797 i Stockholm, var en svensk friherre och militär.
Hampus Stellan Mörner var son till överste Hans Didrik Mörner och Märta Elisabet Bure. Han blev volontär vid Livregementet till häst 1740, fänrik vid Hamiltons värvade regemente 1741, blev livdrabant 1743, löjtnant vid Södra skånska kavalleriregementet 1744 och regementskvartermästare där 1748. Mörner blev kaptenlöjtnant 1749, ryttmästare 1750, sekundmajor 1757, premiärmajor 1759 och överstelöjtnant i armén 1761. Han blev 1761 överste och chef för blå husarregementet, från 1766 för Kungliga husarregementet, befordrades 1772 till generalmajor, 1778 till generallöjtnant och blev 1780 kaptenlöjtnant vid livdrabantkåren. Mörner blev 1759 riddare, 1772 kommendör och 1781 kommendör med stort kors av Svärdsorden.